# Amphinemura nigritta
Amphinemura nigritta är en bäcksländeart som först beskrevs av Léon Abel Provancher 1876.  Amphinemura nigritta ingår i släktet Amphinemura och familjen kryssbäcksländor. Inga underarter finns listade i Catalogue of Life.